# Heby (comune)
Heby è un comune svedese di 13 390 abitanti, situato nella contea di Uppsala. Il suo capoluogo è la cittadina omonima.

## Località
Nel territorio comunale sono comprese le seguenti aree urbane (tätort):
- Harbo
- Heby
- Morgongåva
- Östervåla
- Runhällen
- Tärnsjö
- Vittinge

## Amministrazione

### Gemellaggi
- Saarde
- Kamienna Góra